# Telchinia rileyi
Telchinia rileyi is een vlinder uit de familie van de Nymphalidae. De wetenschappelijke naam van de soort is voor het eerst voorgesteld door Charles Le Doux in een publicatie uit 1931.
De soort komt voor in Oost-Congo-Kinshasa en West-Tanzania.